# Лифанов, Николай Михайлович
Никола́й Миха́йлович Лифа́нов (11 декабря 1904, дер. Редькино, Домодедовская волость, Подольский уезд, Московская губерния — сентябрь 1975) — советский дипломат. Чрезвычайный и полномочный посол.

## Биография
Родился в крестьянской семье. Член ВКП(б).
- В 1931—1934 годах — сотрудник НКВТ СССР.
- В 1934—1936 годах — аспирант института востоковедения по кафедре «Экономика Китая».
- С октября 1936 по сентябрь 1938 года — заведующий учебной частью административно-правового факультета Среднеазиатского государственного университета.
- В 1938—1941 годах — референт НКИД СССР.
- В 1941—1944 годах — заведующий I Дальневосточным отделом НКИД СССР.
- С 7 декабря 1944 по 10 апреля 1948 года — чрезвычайный и полномочный посланник СССР в Австралии.
- С 10 апреля 1948 по 16 июля 1953 года — чрезвычайный и полномочный посол СССР в Австралии.
- В 1954—1972 годах — директор Высших курсов иностранных языков МИД СССР.

С 1972 года в отставке. Похоронен в Москве на Востряковском кладбище.

## Награды
- орден Трудового Красного Знамени (5 ноября 1945)
- орден Красной Звезды (3 ноября 1944)

## Семья
Н. М. Лифанов был женат на Евгении Алексановой и имел троих детей: Галину — преподавателя английского языка в МГУ и переводчицу, Михаила — инженера и Василия — музыканта.